# المشعب (المخادر)

تعديل مصدري - تعديل

المشعب محلة تابعة لقرية مدر، التابعة لعزلة بني سرحة بمديرية المخادر إحدى مديريات محافظة إب في الجمهورية اليمنية، بلغ تعداد سكانها 139 حسب تعداد اليمن لعام 2004.